# Bembidion mundum
Bembidion mundum es una especie de escarabajo del género Bembidion, familia Carabidae. Fue descrita científicamente por LeConte en 1852.
Habita en el oeste de Canadá y los Estados Unidos (desde Columbia Británica y California hasta Utah y Arizona).